# Corymica prattorum
Corymica prattorum är en fjärilsart som beskrevs av Louis Beethoven Prout 1929. Corymica prattorum ingår i släktet Corymica och familjen mätare. Inga underarter finns listade i Catalogue of Life.